# Луцій Ліциній Лукулл (еділ 202 року до н.е.)
Луцій Ліциній Лукулл (*Lucius Licinius Lucullus, бл. 240 до н. е. — після 202 до н. е.) — політичний діяч часів Римської республіки.

## Життєпис
Походив з плебейського роду Ліциніїв. Про молоді роки замало відомостей. У 202 році до н. е. обирається на посаду курульного едила. Разом з колегою Квінтом Фульвієм тричі повторив Римські ігри. Підозрювався в співучасті в крадіжках зі скарбниці, вчиненого своїми підлеглими. Подальша доля невідома.

## Родина
- Луцій Ліциній Лукулл, консул 151 роу до н. е.